# بابوا الجنوبية
مقاطعة بابوا الجنوبية (بالإندونيسية: Papua Selatan)‏ هي إحدى مقاطعات إندونيسيا. عاصمتها ميروكي. تم توسيع هذه المقاطعة من مقاطعة بابوا إلى جانب مقاطعتين أخريين، وهما بابوا الجبلية وبابوا الوسطى بناءً على القانون رقم 14 لعام 2022، والذي وقعه الرئيس الإندونيسي، جوكو ويدودو، في 25 يوليو 2022. بابوا الجنوبية هي المقاطعة التي تضم أقل عدد من السكان في إندونيسيا.

## مناطق الوصاية
تنقسم هذه المقاطعة إلى 4 منطقة وصاية
| اسم منطقة الوصاية       | عاصمة       | الوصي            |
| ----------------------- | ----------- | ---------------- |
| منطقة وصاية أسمات       | أجاتس       | إيليسا كامبو     |
| منطقة وصاية بوفين ديجول | تاناه ميراه | هينجكي يالووو    |
| منطقة وصاية مابي        | كيبي        | مكايل روني جومار |
| منطقة وصاية ميروكي      | ميروكي      | رومانوس مباراكا  |